# ジャンカルロ・アントニョーニ
ジャンカルロ・アントニョーニ（Giancarlo Antognoni, 1954年4月1日 - ）は、イタリア・マルシャーノ出身の元サッカー選手。現役時代のポジションはミッドフィールダー。
ワールドカップ・スペイン大会でのイタリア代表優勝の立役者のひとり。1970年代から1980年代のイタリアを代表するファンタジスタで、ACFフィオレンティーナの背番号10番を長年務め、フィオレンティーナの象徴的存在として、ファンに愛された。

## クラブ経歴

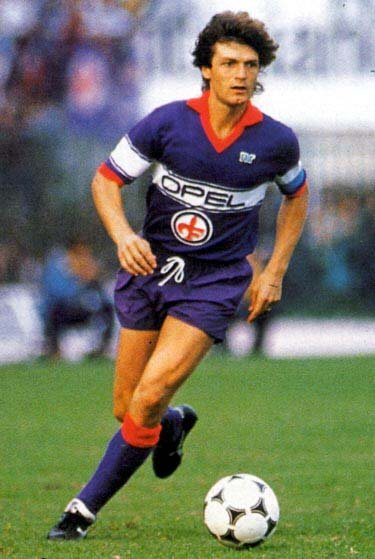
現役時代

ペルージャの出身、父親はバーを経営していて、子供の頃はACミランのファンであった。
クラブレベルでは、1972年にACFフィオレンティーナに引き抜かれ、15シーズンを過ごした。1978年にはユヴェントス、1980年にはASローマから獲得のオファーをそれぞれ受けたが、ファンやチームへの愛から、チームに留まり続けた。通算成績は、429試合72得点。
プリマベーラでプレーしていたが、ジャンカルロ・デ・システィの出場停止により、1972年10月5日、ニルス・リードホルム監督に起用され、ヴェローナ戦で、背番号8番のユニフォームを着てセリエAにデビューした。21歳の時には、チームのキャプテンを務めるようになり、以降、チーム退団までキャプテンを務めた。1974-75シーズン、ACミランを下してコッパ・イタリアを獲得した。1983-84シーズン、1984年2月12日 30歳の時、サンプドリアのルカ・ペジェグリーニから悪質なタックルを受けて負傷、1985-86シーズン、1985年11月24日のバーリ戦までの間、長期離脱を強いられた。1986-87シーズンまでフィオレンティーナぺプレー。1987年から2シーズン、FCローザンヌ・スポルトでプレーし引退した。1989年、フィオレンティーナのホーム、スタディオ・コムナーレでの引退試合では、ワールドカップスペイン大会の優勝メンバーと世界選抜が対戦し、4万人を超えるファンが押し寄せた。
引退後はフィオレンティーナのGMなどを務め、ルイ・コスタ、トルドなどの獲得に尽力、2001年までチームに在籍した。

## 代表経歴
1974年に20歳でイタリア代表にデビュー。ワールドカップには1978年アルゼンチン大会、1982年スペイン大会、1980年の欧州選手権に出場。1980年の欧州選手権、3位決定戦、イングランド戦で負傷し、チームも敗れた。
1982年大会は、前年の11月にリーグ戦で負った頭蓋骨骨折から奇跡的な復活を遂げての出場。ゲームメーカーとして攻撃陣をリードして、アルゼンチン戦やブラジル戦で重要な役割を果たすなど、イタリア代表の優勝に貢献したが、準決勝のポーランド戦で悪質なタックルを受けて足首を負傷したため、決勝戦に出場することはできなかった。代表では73試合で7得点。

## 人物
怪我に悩まされるキャリアであったが、10番として、優雅で洗練されたプレーを披露、相手にとって、次のプレーの予測が困難な選手であった。シュート力が有り、ロングフィードを得意とし、セットプレーのスペシャリストでもあった。

## 所属クラブ
- 1970-1971  アスティマコビ
- 1972-1987  ACFフィオレンティーナ
- 1987-1989  FCローザンヌ・スポルト

## 代表歴
- イタリア代表（73試合7得点）1974-1983
  - 1978年 FIFAワールドカップ（4位、5試合0得点）
  - 1980年 UEFA欧州選手権
  - 1982年 FIFAワールドカップ（優勝、8試合0得点）